# کیسی پارکر
 کیسی پارکر (انگلیسی: Casey Parker؛ زادهٔ ۲۰ مهٔ ۱۹۸۶) یک بازیگر فیلم پورنوگرافی اهل پاناما است. 